# Lac des Outaouais
Le lac des Outaouais est un plan d'eau douce du territoire non organisé du Lac-Moselle, dans la municipalité régionale de comté (MRC) La Vallée-de-la-Gatineau, dans la région administrative de Outaouais, dans la province de Québec, au Canada.
Situé à une altitude de 1 327 pieds (404,4 mètres), le lac des Outaouais se déverse à l'ouest dans le lac Capimitchigama et forme le début de la rivière des Outaouais ; cette dernière va se jeter au sud dans les eaux du fleuve Saint-Laurent à plus de 1 271 km au lac Saint-Louis à une altitude de 20 mètres, et à l'embouchure de la rivière des Prairies à une altitude de 5,8 mètres.
Le lac des Outaouais est entièrement en zone forestière. Sa surface est généralement gelée du début de décembre à la fin avril. La foresterie constitue la principale activité économique du secteur.

## Géographie
Les principaux bassins versants voisins du lac des Outaouais sont :
- côté nord : ruisseau Pillet, ruisseau Draper, lac Échouani ;
- côté est : ruisseau du Rapide, rivière du Coucou, rivière Gatineau ;
- côté sud : ruisseau Milekin, lac McLennan, rivière Wapus ;
- côté ouest : lac O'Sullivan, lac des Augustines, rivière des Outaouais.

Le lac des Outaouais, d'orientation nord-est/sud-ouest, est de forme allongée, sa plus grande largeur étant d'environ 500 mètres pour une longueur approximative de 5 kilomètres. Il a la particularité de débuter à seulement 10 kilomètres à l'ouest de la rivière Gatineau, cette dernière étant un affluent majeur de la rivière des Outaouais qu'elle rejoint 247 kilomètres plus au sud à Gatineau/Ottawa, après que la rivière des Outaouais a décrit une grande boucle de plus de 1 000 kilomètres à travers le bouclier canadien. Une route non pavée relie d'ailleurs le lac à la rivière Gatineau.
Le lac se trouve dans la MRC de la Vallée-de-la-Gatineau, en plein cœur de l'écorégion dite des Forêts transitionnelles de l'Est, dans une vaste zone très peu peuplée ou l'activité économique principale est l'exploitation forestière. La localité la plus proche est le hameau de Clova (Québec), à 54 kilomètres au nord dans l'agglomération de La Tuque.

## Toponymie
D'origine amérindienne de la nation algonquine, cet hydronyme signifie « les commerçants » (les Outaouais).
Le toponyme « lac des Outaouais » a été officialisé le 5 décembre 1968 par la Commission de toponymie du Québec lors de sa création.